# Gothic II

Gothic II este un joc video de rol, continuarea jocului Gothic, dezvoltat de Piranha Bytes. A fost lansat în 29 noiembrie 2002 în Germania, iar în 28 octombrie 2003 în America de Nord. Jocul a fost publicat de Jowood și Atari. 

## Poveste

### Prolog
După ce bariera din jurul coloniei de deținuți a fost distrusă, livrarea resurselor de minereu pentru regat a fost oprită. Regele decide să-l trimită pe insula Khorinis pe lordul Hagen împreună cu 100 de paladini, pentru a păzi resursele de minereu. Prizonierii care au evadat din colonie s-au întors în Khorinis și au început să jefuiască pe locuitorii insulei, văzând că miliția nu este capabilă să îi protejeze; unii fermieri au făcut o alianță cu evadații și au refuzat să mai plătească taxe regelui. Răul nu a fost învins, după ce demonul The Sleeper a fost trimis înapoi în lumea sa, deoarece aceasta a trezit cele mai rele creaturi cu ultimul strigăt. Xardas, magicianul, a simțit acest lucru și a salvat pe eroul fără nume de sub ruinele templului bestiei, loc unde el zăcuse mai multe săptămâni și slăbise considerabil.